# Monghidoro
Monghidoro (emilián nyelven Munghidôr vagy Schirgalèṡen, bolognai nyelvjárásban Dscargalèṡen) település Olaszországban, Emilia-Romagna régióban, Bologna megyében. Lakosainak száma 3804 fő (2023. január 1.). Monghidoro Loiano, Monzuno, Firenzuola, Monterenzio és San Benedetto Val di Sambro községekkel határos.

## Népesség
A település lakossága az elmúlt években az alábbi módon változott:
| Lakosok száma | 3691 | 3689 | 3804 |
|               | 2017 | 2018 | 2023 |

## Híres emberek
- Itt született 1944-ben Gianni Morandi táncdalénekes.